# Pseudelaphe phaescens
Pseudelaphe phaescens, la culebra ratonera yucateca, es una especie de serpiente de la familia Colubridae . 

## Descripción
Serpiente de talla grade moderadamente robusta, pude alcanzar 1.30 m de longitud hocico cloaca, la cola es corta y abarca el 15% de la longitud hocico cloaca. Poseen ojos grandes con pupilas redondas. La cabeza se diferencia del cuello. Su dorso tiene una serie de manchas cafés o cafés rojizo bordeadas de café oscuro, con un color de fondo grisáceo. La escama anal está divida.

## Ecología
Son de hábitos terrestres, arborícolas y de actividad nocturna. Habita en la selva baja espinosa e inundable y selva mediana sudcaducifolia, selva mediana y selvas secundarias. Puede habitar en cuevas y cavernas. Es ovípara. Se alimenta de mamíferos pequeños, murciélagos y aves.

## Importancia médica
Es una culebra con dentición opistoglifa, no es venenosa.

## Distribución
Es endémica de la Península de Yucatán, registrándose en los estados de Yucatán, Campeche y Quintana Roo, México.